# Frankolín žlutokrký
Frankolín žlutokrký (Pternistis leucoscepus) je průměrně 34,5 cm velký hrabavý pták z čeledi bažantovitých. Obývá širokou škálu otevřených krajin na území Džibuti, Eritrey, Etiopie, Keni, Somálska, Súdánu, Tanzanie a Ugandy. Je všežravý.